# Кифа (апостол от 70)
Свято́й апо́стол Ки́фа (др.-греч. Κηφᾶς, лат. Cephas) — апостол от семидесяти, был еписком в Колофоне в Памфилии или в Иконии, больше о нём ничего не известно.
По другой версии, это вариант имени апостола Петра, первоначальное имя которого было Симон. Греческий перевод «Пётр» возникло от арамейского прозвища «Кифа», которое ему дал Иисус. Слова месяцесловов «Кифа, его же апостол Павел во Антиохии обличи» являются отсылкой к Гал. 2:7—14, где Павел обличает Петра, а Кифа упомянут в том же отрывке в числе «столпов» наравне с Иаковом и Иоанном.

## Упоминания в житиях
Кифа однословно упоминается среди апостолов от семидесяти в источниках: Синаксарь Константинопольской церкви X века. Минологий Василия II конца X века, Великие Четьи-Минеи митрополита Макария 1530 года и других.
Димитрий Ростовский называет Кифу одним из апостолом от семидесяти и епископом в Колофоне и пишет: «Кифа, его же апостол Павел во Антиохии обличи, во Иконии бысть епископ». Цитирует Евсевия Кесарийского, который трактуя 1Кор. 15:5, считает Кифу меньшим апостолом, приводя его примером того, что меньших апостолов могло быть больше 70-и.

## Дни памяти
- Память в Православной церкви 4 (17) января (Собор апостолов от 70-ти)[13] и 8 (21) декабря[14].
- В Восточной православной церкви — 30 марта вместе с апостолами Сосфеном, Аполлосом, Цезарем и Епафродитом; и 8 декабря с теми же апостолами и Онисифором.